# Hemisphaerius chloris
Hemisphaerius chloris är en insektsart som beskrevs av Melichar 1906. Hemisphaerius chloris ingår i släktet Hemisphaerius och familjen sköldstritar. Inga underarter finns listade i Catalogue of Life.